# Blanca de Francia (monja)
Blanca de Francia (1313 - 26 de abril de 1358), monja en la abadía de Longchamp, fue la cuarta hija del rey Felipe V de Francia y de su esposa, Juana II de Borgoña.

## Biografía
Blanca nació en 1313, antes de que sus padres ascendieran a sus respectivos tronos, durante el reinado de su abuelo paterno, Felipe IV de Francia. Fue llamada Blanca en honor a su tía materna, Blanca de Borgoña. Un año después del nacimiento de Blanca, su madre y sus tías, Blanca y Margarita de Borgoña, se vieron implicadas en el escándalo de la torre de Nesle. El matrimonio de sus padres era cordial, y Felipe insistió para que Juana fuera absuelta, pero sus tías fueron encarceladas.
Para cuando Blanca tenía siete años, sus padres se habían convertido en rey y reina de Francia y de Navarra, y en conde y condesa de Borgoña. La reina Juana decidió que Blanca se uniría a la Orden Franciscana, probablemente deseando que la futura vida en reclusión de su hija pudiera compensar por los pecados de su tía encarcelada, que llevaba su mismo nombre. La madre de Blanca no tomó la decisión a la ligera, y no antes de asegurarse varias dispensas papales que servirían para mitigar la severidad de la vida monástica. La reina se aseguró una dispensa especial que le permitía a ella y al rey visitar a su hija frecuentemente, pero luego el Papa le aconsejó no visitar a Blanca demasiado a menudo.
A pesar de sus votos monásticos, Blanca es la hija más mencionada de Felipe V por fuentes primarias, más que sus hermanas con títulos propios - las condesas Juana III de Borgoña y Margarita I de Borgoña, e Isabel, delfina de Viennois. Se cree que Blanca fue propietaria en algún momento de un breviario franciscano suntuosamente decorado, la obra más antigua conocida de Jean Pucelle. Blanca falleció como monja clarisa el 26 de abril de 1358, sobreviviendo a todos sus hermanos excepto Margarita.